# 剪尾灰霸鹟
剪尾灰霸鹟（学名：Muscipipra vetula），是雀形目霸鹟科的一种鸟类，属于单型的剪尾灰霸鹟属（学名：Muscipipra）。

## 特征
剪尾灰霸鹟体重约27克，翼长约11.22厘米，喙宽度约6.4毫米，喙厚度约4.7毫米，嘴峰长约17.3毫米，跗蹠长约19.9毫米，尾长约11.24厘米。
剪尾灰霸鹟具有部分的迁徙性，栖息在森林，它们是食肉动物，主要以昆虫、蜘蛛等陆生无脊椎动物为食。它们分布在巴西东南部至巴拉圭东部和阿根廷东北部。